# Framåt Tyrolen
Framåt Tyrolen (tyska: Vorwärts Tirol) är ett österrikiskt politiskt parti aktivt i Tyrolen. Det grundades av Anna Hosp (ÖVP), Hans Lindenberger (SPÖ) och Christine Oppitz-Plörer (ÖVP) i samband med förbundslandsvalet 2013. I valet erhöll partiet 9,3 procent av rösterna och fyra mandat i lantdagen. Partiet valde att inte ställa upp i förbundslandsvalet 2018.